# Kräftans vändkrets

Kräftans vändkrets.

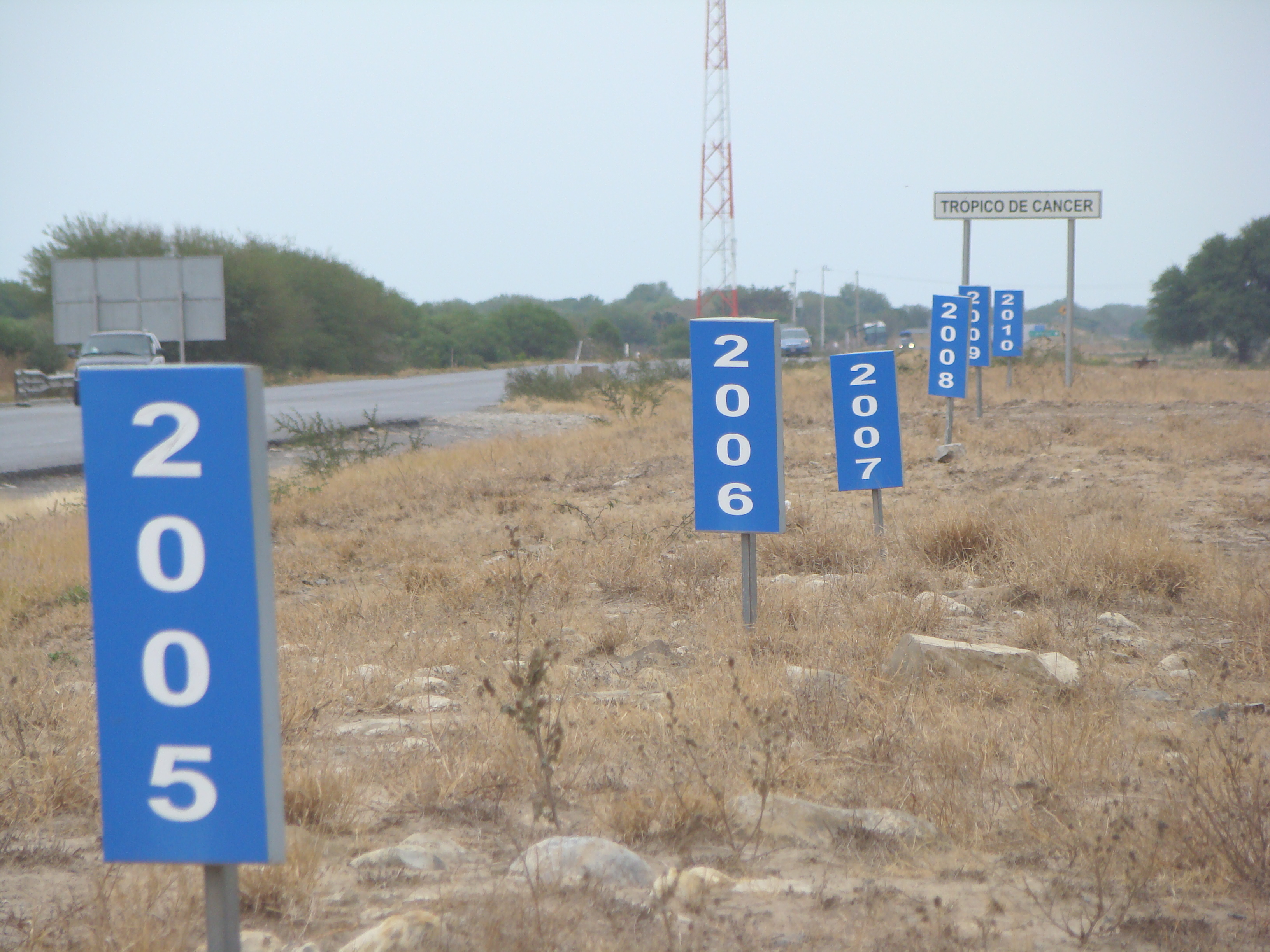
Exakt placerade markeringar för Kräftans vändkrets, med årliga uppdateringar. Detta är i Mexiko.

Kräftans vändkrets är annat namn för norra vändkretsen, det vill säga den nordligaste latitud där solen står i zenit (vilket där inträffar vid sommarsolståndet). Vändkretsen ligger på latituden 23 grader 26 minuter 22 sekunder nordlig bredd. 
Norr om latituden är subtropikerna och norra tempererade zonen. Motsvarande latitud söder om ekvatorn kallas Stenbockens vändkrets, och området mellan vändkretsarna kallas tropikerna.
Vändkretsen fick sitt namn vid den tid under antiken då solen befann sig i stjärnbilden Kräftan vid sommarsolståndet. Nuförtiden befinner sig solen i stjärnbilden Tvillingarna vid samma tidpunkt, på grund av jordaxelns kontinuerliga precession.
Läget för vändkretsen är inte fast, utan varierar något på grund av jordens axellutning.

## Geografi
Kräftans vändkrets passerar följande länder:
- USA (Hawaii, dock aldrig över land utan mellan Nihoa och Necker Island)
- Mexiko
- Bahamas
- Västsahara
- Mauretanien
- Mali
- Algeriet
- Niger
- Libyen
- Tchad (vars nordligaste punkt ligger vid Kräftans vändkrets)
- Egypten
- Saudiarabien
- Förenade arabemiraten (enbart emiratet Abu Dhabi)
- Oman
- Indien
- Bangladesh
- Myanmar (Burma)
- Kina
- Taiwan

## Världsomflygningar
Enligt Fédération Aéronautique Internationales regler ska ett hastighetsrekord för en flygning jorden runt ha en distans som inte understiger Kräftans vändkrets längd, passera alla meridianer samt starta och sluta på samma flygplats. Längden har fastställts till 36 787,559 kilometer, men eftersom vändkretsen flyttar sig och längden därmed varierar, har distansen avrundats till 37 000 kilometer.